# 규장중학교
규장중학교(奎章中學校)는 경기도 수원시에 있는 공립 중학교이다.

## 학교 연혁
- 2025년 3월 1일 : 개교

## 같이 보기
- 규장초등학교